# Ферајнове пирамиде
Ферајнове пирамиде или медуларни зраци су зракасти делови режњића бубрежне коре (лат. pars radiata lobuli corticalis) или проширења бубрежних пирамида у облику конуса које се настављају кроз периферни слој бубрега и чине центар режња бубрега са кортикалном супстанцом. Назване су тако по француском анатому  Антоаану Ферајну  (1693-1769). 
Њихово име је потенцијално погрешно, јер се „медуларно“ односи на њихово одредиште, а не на локацију. 

## Анатомија
Ферајнове пирамиде су добро дефинисане анатомске структуре које се састоје од снопова бубрежних тубула који се формирају у бубрежној кори и пружају окомито на бубрежну капсулу кроз бубрежну срж као медуларне пруге.
Од основа Малпигијевих пирамида, које су окренуте ка спољној ивици бубрега, Ферајнове пирамиде се шире ка споља, као шиљасти додаци, чији је број за сваку пирамиду око 500-600.  
Могу се визуелизовати током екскреторне урографије у абнормалним физиолошким стањима која карактерише тубуларна стаза и хиперконцентрација контрастног материјала. У овим условима оне се визуелизују као фине пруге које одговарају по положају и оријентацији овим структурама.

## Галерија
- Ферајнове пирамиде
- Ферајнове пирамиде